# CollectionSpace
CollectionSpace es un software elaborado por una comunidad de profesionales especializados en distintas disciplinas como son artes, humanidades y ciencias sociales y naturales. Este software es utilizado principalmente para museos. Sus funciones son: la realización de colaboraciones a la hora de diseñar, desarrollar y compartir una plataforma para la gestión de información de colecciones; apoyar actividades de gestión de colecciones tradicionales y permitir la integración de nuevas tecnologías emergentes y dinámicas en lo que respecta a la información relacionada con museos. CollectionSpace es un software libre y gratuito que se distribuye libremente bajo la licencia ECLv2.

## Definición
CollectionSpace es una aplicación de gestión de colecciones gratuita y de código abierto utilizada para satisfacer las necesidades de museos, sociedades históricas, colecciones biológicas y otras organizaciones cuya función sea la recopilación de fondos. Esta aplicación está diseñada para configurarse adaptándose a las distintas necesidades de cada organización, sirviendo como puerta de entrada a los activos digitales y físicos de cada institución. Este software está compuesto por un conjunto de módulos y servicios que sirven como núcleo flexible de información de colecciones desde el cual los materiales interpretativos y las experiencias pueden desarrollarse de forma eficiente. La arquitectura extensible que contiene le permite conectarse con otras aplicaciones de código abierto que se utilizan en los sectores relacionados con las artes, las humanidades y la administración de archivos entre otros, permitiendo la creación de exposiciones en línea y gestión de activos digitales.

## Desarrollo
CollectionSpace fue desarrollado por una red de organizaciones norteamericanas y europeas lideradas por Museum of the Moving Image (MMI) en Nueva York, con el apoyo de la Fundación Andrew W. Mellon, que dio origen al proyecto junto a la Universidad de California, Berkeley. El Statens Museum for Kunst (Galería Nacional de Arte de Dinamarca) en Copenhague y el Centro de Arte Walker en Minneapolis han estado involucrados en la planificación, diseño, desarrollo y gobierno de CollectionSpace desde 2008. Por otro lado, además de MMI y UC Berkeley, el Centro de Investigación Aplicada en Educational Technologies (CARET) en la Universidad de Cambridge y Fluid Project en OCAD University en Toronto desarrollaron la arquitectura de software subyacente de la aplicación.

## Arquitectura de CollectionSpace

### Capa de servicios
Permite integrarse con sistemas de información que admiten la gestión de colecciones. El esquema usado por la arquitectura de CollectionSpace (los campos utilizados para describir un documento u objeto) se puede configurar atendiendo a las características de cada colección. No es lo mismo una colección de antropología que de zoología; cada una requerirá de unas funcionalidades y unos servicios determinados.
Los servicios de CollectionSpace muestran la información de las colecciones a través de API REST. Las herramientas de difusión y publicación tienen un fácil acceso a la información de las colecciones.

### Capa de aplicación
La capa de aplicación facilita la personalización de CollectionSpace para cada museo. Esa personalización incluye aspectos como las etiquetas o los plugins. También permite garantizar el mantenimiento del software. La aplicación está configurada en XML. Además, admite la implantación de plugins en infraestructuras compartidas por varias instituciones y facilita la integración con catálogos en línea. Los plugins utilizan la aplicación como plataforma para la realización de análisis del uso de diversos medios y mostrar los datos de las diferentes colecciones de los museos.
Todas las características de la capa de aplicación de CollectionSpace se pueden instalar con un único archivo.

### Capa de interfaz de usuario
La interfaz de usuario está basada en HTML y JavaScript. El código de la interfaz de usuario está dividido en tres capas: la capa estructural, elaborada con plantillas HTML; la capa de presentación, diseñada según el estilo CSS (hojas de estilo en cascada) y la capa de comportamiento, implementada con JavaScript.
La interfaz de usuario se puede personalizar mediante el uso de técnicas CSS, modificando el aspecto del diseño o el estilo del texto. Para llevar a cabo esta personalización se utilizan los wireframes, que sirven de ayuda en el desarrollo del diseño, la funcionalidad y el flujo de trabajo de la aplicación.

## Herramientas

### Herramientas de administración
Existen varias herramientas de administración de colecciones dependiendo del tema principal de dichas colecciones. CollectionSpace ha desarrollado las siguientes herramientas:
- Core: incluye campos comunes para las organizaciones de recolección
- Antropología: esta herramienta incluye campos tanto para colecciones de antropología como de etnografía[4]
- Jardines botánicos
- Arte contemporáneo
- Herbarium: incluye campos y procedimientos para colecciones de plantas protegidas
- Historia local y cultura material

## Versiones[5]
| Versión | Fecha                    |
| ------- | ------------------------ |
| 5.0     | En desarrollo            |
| 4.5     | 20 de julio de 2017      |
| 4.4     | 25 de julio de 2016      |
| 4.3     | 11 de febrero de 2016    |
| 4.2     | 24 de junio de 2015      |
| 4.1     | 15 de diciembre de 2014  |
| 4.0     | 1 de octubre de 2013     |
| 3.3     | 9 de julio de 2013       |
| 3.2.2   | 16 de abril de 2013      |
| 3.2.1   | 27 de febrero de 2013    |
| 3.2     | 21 de diciembre de 2012  |
| 3.0     | 28 de septiembre de 2012 |
| 2.5     | 6 de julio de 2012       |
| 2.0     | 15 de febrero de 2012    |